# Guivi Chojeli
Guivi Dmítriévich Chojeli (en georgiano: გივი ჩოხელი; en ruso: Гиви Дмитриевич Чохели; Telavi, Unión Soviética, 27 de junio de 1937 — Tiflis, Georgia, 25 de febrero de 1994), fue un futbolista y entrenador georgiano. Se desempeñaba como defensa y jugó toda su carrera deportiva en el Dinamo de Tbilisi, tras su retirada también entrenó al club.

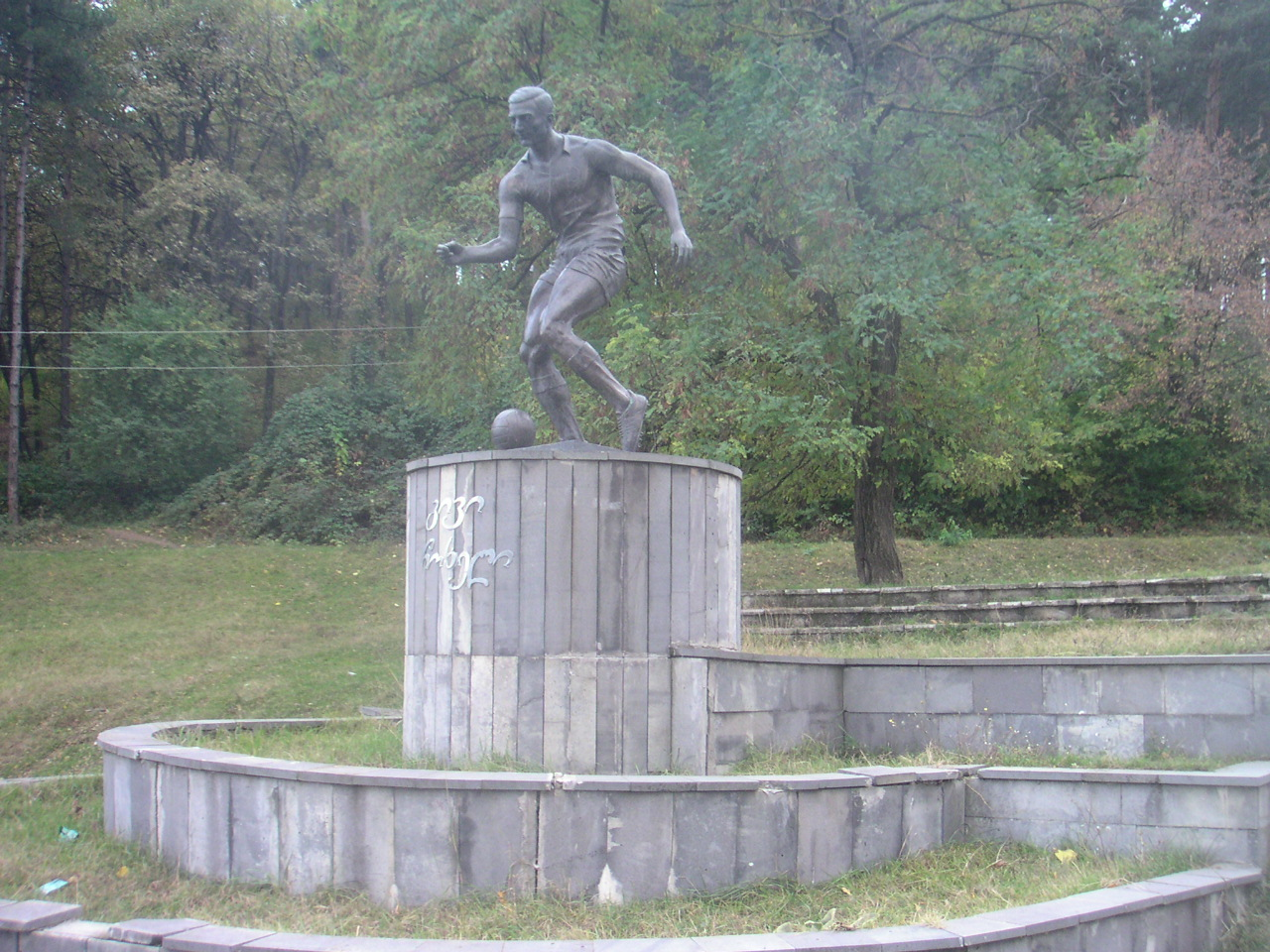
Estatua de Chojeli en el Estadio Municipal de Telavi.

## Clubes

### Jugador
| Club              | País            | Año         | Partidos | Goles |
| FC Dinamo Tbilisi | Unión Soviética | 1956 - 1965 | 159      | 4     |

### Entrenador
| Club              | País            | Año         |
| ----------------- | --------------- | ----------- |
| FC Dinamo Tbilisi | Unión Soviética | 1969 - 1970 |
| FC Dinamo Tbilisi | Unión Soviética | 1974        |